# Lew Borissowitsch Okun
Lew Borissowitsch Okun (russisch Лев Борисович Окунь, englische Transliteration Lev Okun; * 7. Juni 1929 in Suchinitschi, Oblast Kaluga; † 23. November 2015) war ein sowjetischer bzw. russischer theoretischer Physiker, der hauptsächlich über Elementarteilchenphysik arbeitete.

## Karriere
Okun war ein Schüler von Arkadi Migdal und Isaak Pomerantschuk (und Lew Landau). Er studierte am Moskauer Institut für Technische Physik mit dem Abschluss 1953 und war danach am ITEP, wo er später Direktor der Labors für Theoretische Physik war. Außerdem war er seit 1962 Professor für Elementarteilchenphysik am Moskauer Institut für Physik und Technologie.

## Werk
Okun war in der Sowjetunion einer der führenden Elementarteilchenphysiker. In den 1960er Jahren entwickelte er unabhängig von Shoichi Sakata einen Vorläufer und frühen Konkurrenten des Quark-Modells, das Sakata- bzw. Okun-Sakata-Modell. Mit Igor Kobsarew und Jakow Seldowitsch untersuchte er 1974 Vakuum-Domänenwände mit Kobsarew und Michail Woloschin 1974 Quantentunneln aus metastabilen Vakuumblasen in der Quantenfeldtheorie. In den 1990er Jahren arbeitete er mit Wictor A. Nowikow und Michail I. Wysozki an der Berechnung elektroschwacher Korrekturen der Produktion von Z-Bosonen.
Das Okun-Pomerantschuk Theorem von 1956 besagt die asymptotische Gleichheit der Wechselwirkungsquerschnitte für Teilchen im selben Isospin-Multiplett für hohe Energien.
1957 veröffentlichte er mit Boris Joffe und Alexei P. Rudik eine Arbeit über Paritätsverletzung in der schwachen Wechselwirkung.
Bei einem Vortrag 1962 führte er die Bezeichnung Hadron ein.
In den 1970er Jahren studierte er mit Wladimir Gribow, Walentin Sacharow und Alexander Dolgow das asymptotische Verhalten der schwachen Wechselwirkung bei hohen Energien. Ende der 1970er Jahre entwickelte er mit Sacharow, Woloschin, Michail Schifman, Arkady Vainshtein und V. A. Novikov QCD-Summenregeln zur Bestimmung von Masse und Lebensdauer von Hadronen.
Er befasste sich früh mit Astroteilchenphysik und berechnete 1965 mit S. B. Pikelner und Zeldovich die heutige Dichte schwerer Reliktteilchen (damals mit gebrochenzahliger Ladung ähnlich Quarks) aus der Frühzeit des Universums. Mit Pomerantschuk und Kobsarew schlug er in den 1960er Jahren die Existenz von Spiegelwelten vor, die nur gravitativ mit dem bekannten Universum wechselwirken (ein Konzept das in Brane-Welt Kosmologien später wieder aktuell wurde).
Okun war auch bekannt für seine pädagogisch geschickten Darstellungen der Teilchenphysik in Büchern, Aufsätzen und bei Vorträgen.

## Ehrungen und Mitgliedschaften
Okun war seit 1966 korrespondierendes Mitglied der Russischen Akademie der Wissenschaften, seit 1990 volles Mitglied.
- 1988 Matteucci-Medaille
- 1989 Lee Page Prize
- 1990 Karpinsky Preis
- 1993 Humboldt-Forschungspreis
- 1996 Bruno-Pontecorvo-Preis
- 1997 Preis des Open Society Institute von George Soros
- 2002 Landau Goldmedaille der Russischen Akademie der Wissenschaften
- 2008 Pomerantschuk-Preis

Von 1980 bis 1985 war er im Wissenschaftlichen Komitee (Scientific Policy Committee) des CERN; außerdem war er im wissenschaftlichen Beirat von DESY. Er war Fellow des Institute of Physics sowie Mitglied der Academia Europaea und der New York Academy of Sciences.

## Schriften
- Weak Interactions of Elementary Particles. Pergamon Press, Oxford 1965.
- Leptons and Quarks. North Holland 1982.
- The Relations of Particles. In: World Scientific. 1991. (Vorträge von Okun)
- The Concept of Mass. In: Physics Today. Juni 1989.
- Physik der Elementarteilchen. Akademie Verlag, 1991. (russisch 1981, populärwissenschaftlich)
- Impact of the Sakata Model. In: Prog.Theor.Phys.Suppl. Band 167, 2007, S. 163–174.
- On the concept of vacuum mass the search for Higgs. In: Modern Physics Letters A. Band 27, 2012, Nr. 38.
- Mirror particles and mirror matter: 50 years of speculation and search. In: Phys. Uspekhi. 50, 2007, S. 380–389.
- The concept of mass in the Einstein year. 2006.
- Photon: history, mass, charge. In: Acta Physica Polonica B. Band 37, 2006, S. 565–574.
- Fundamental Units: Physics and Metrology. 2003.
- The life and legacy of Pomeranchuk. 2003.
- Physics and vacuum at ITEP and around. 2001.
- Spacetime and vacuum as seen from Moscow. In: Int. J. Mod. Phys. A. 2001.
- mit J. D. Jackson: Historical roots of gauge invariance. In: Reviews of Modern Physics. Band 73, 2001, S. 663.